# Letní arcibiskupský palác
Letní arcibiskupský palác v Bratislavě je barokní palác, někdejší letní sídlo ostřihomských arcibiskupů v hlavním městě Slovenska.

## Historie

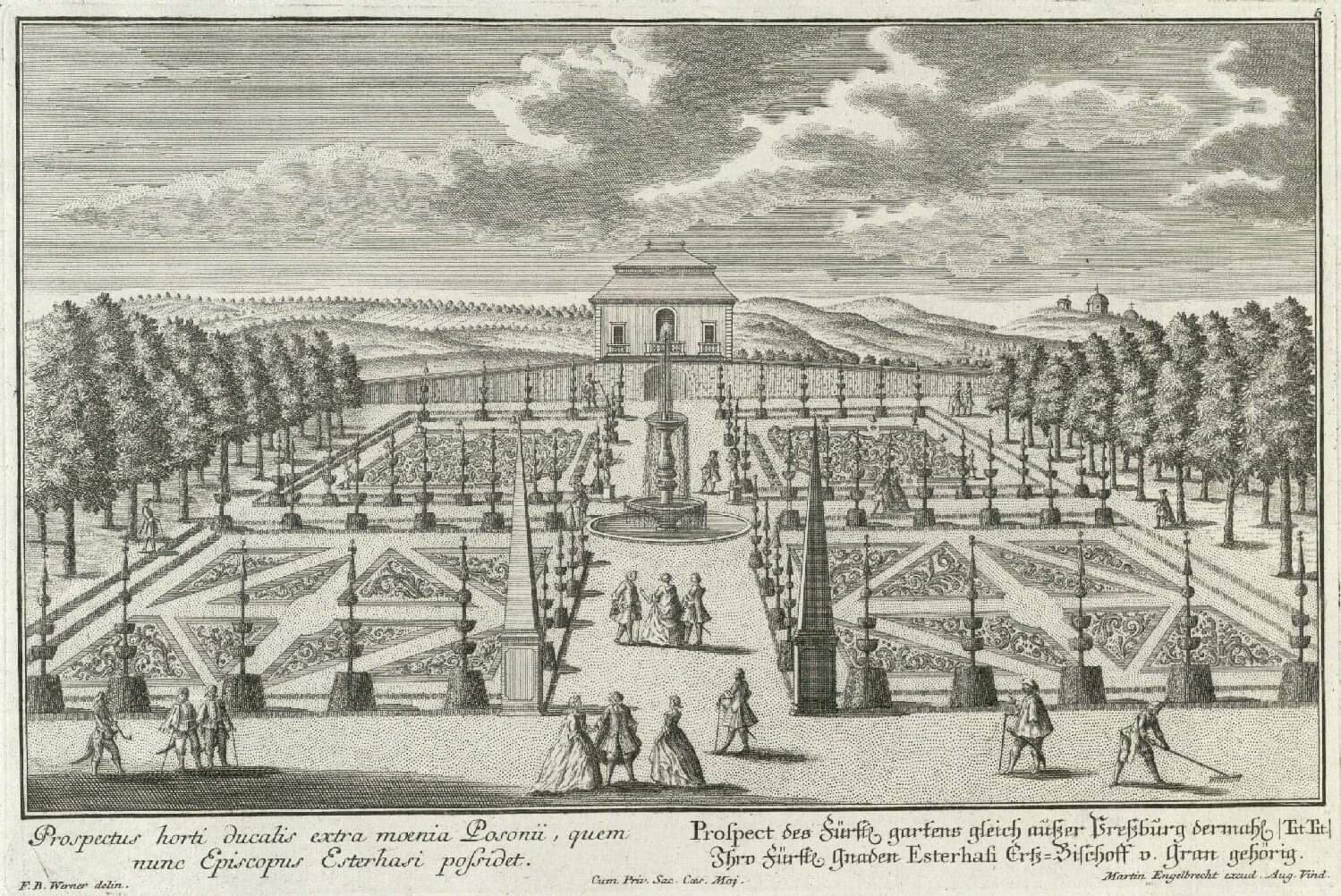
Arcibiskupský palác, rytina z poloviny 18. století

Palácový park nazývaný "Bratislavská zaharada (německy Preßburger Garten, maďarsky Posoni kert) založený arcibiskupem Jiřím Lippayem.
V letech 1761–1765 původně renesanční letní sídlo ostřihomských arcibiskupů přestavěl architekt Franz Anton Hillebrandt do jeho pozdější barokní podoby.
V zahradě paláce měl téměř 10 let svoji dílnu rakouský barokní sochař Georg Raphael Donner. Zahradu původně zdobilo mnoho různých soch, ale většina z nich se ztratila v 19. století, když byla v paláci dočasně umístěna vojenská nemocnice. 
Dnes v tomto paláci sídlí Úřad vlády Slovenské republiky.